# Dominique Orliac

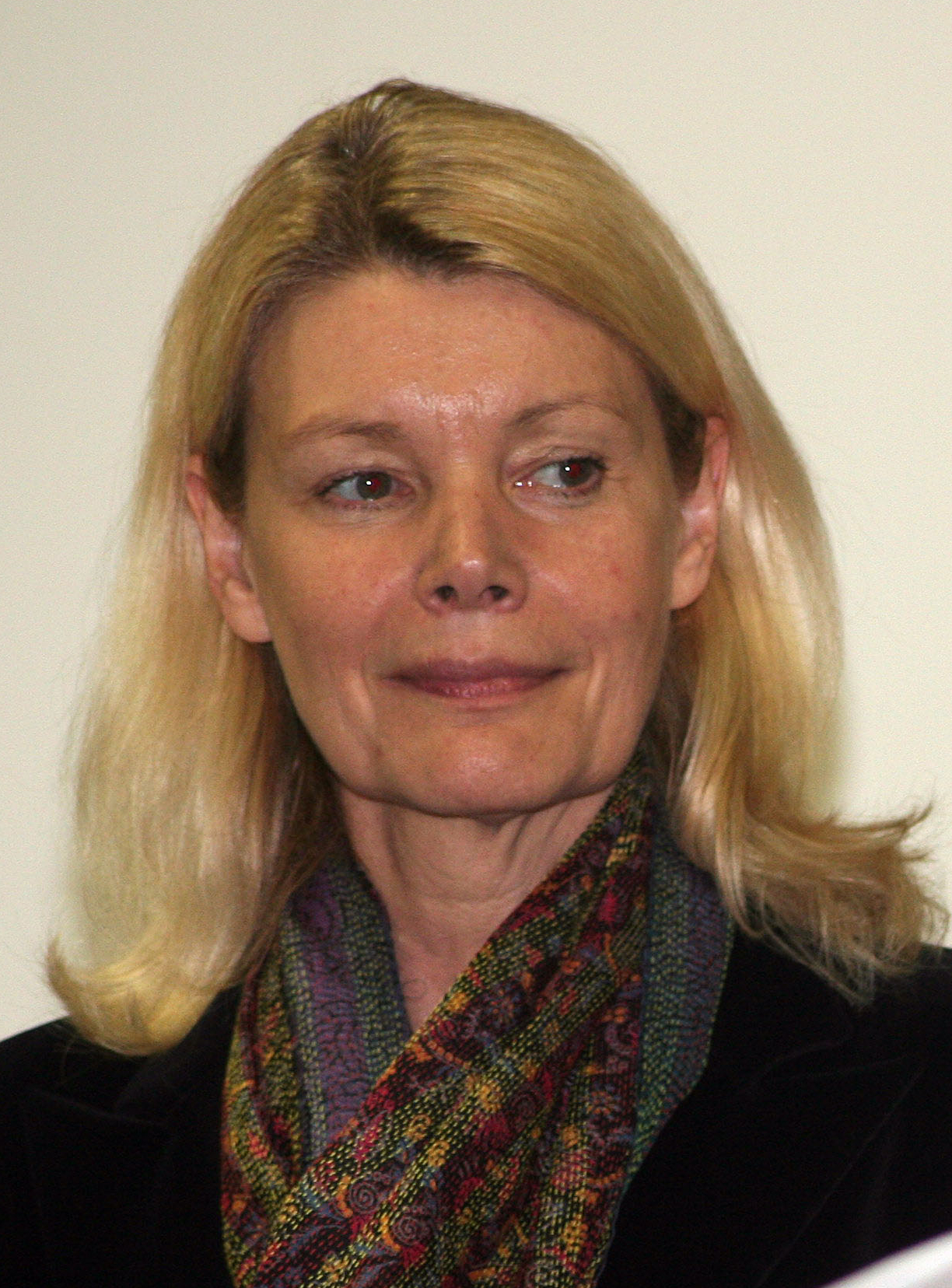
Orliac 2009

Dominique Orliac (* 15. März 1952 in Palaiseau) ist eine französische Politikerin. Sie ist seit 2007 Abgeordnete der Nationalversammlung und daneben Vizepräsidentin der Parti radical de gauche.
Orliac war als Ärztin tätig, als ihr 1995 der Einzug in den Stadtrat von Cahors gelang. Dem folgte 2001 der Einzug in den Regionalrat der Region Midi-Pyrénées und 2002 die Wahl in den Generalrat des Départements Lot. Bei den Parlamentswahlen 2007 trat sie im ersten Wahlkreis des Départements an und schlug den bisherigen Abgeordneten Michel Roumégoux im zweiten Wahlgang mit etwa 55 Prozent der Stimmen. 2012 wurde sie als Abgeordnete wiedergewählt.